# Bednáreček
Bednáreček település Csehországban, a Jindřichův Hradec-i járásban. Bednáreček Jarošov nad Nežárkou, Bednárec, Strmilov, Kamenný Malíkov, Popelín és Žirovnice településekkel határos. Lakosainak száma 184 fő (2024. január 1.).

## Népesség
A település lakosságának változását az alábbi diagram mutatja:
| Lakosok száma | 362  | 428  | 507  | 332  | 209  | 192  | 182  | 181  | 182  | 184  |
|               | 1869 | 1900 | 1921 | 1961 | 1980 | 2011 | 2016 | 2019 | 2021 | 2024 |